# 国家地方警察大分県本部
国家地方警察大分県本部（こっかちほうけいさつおおいたけんほんぶ）は、旧警察法時代に存在した大分県の都道府県国家地方警察で、自治体警察を設けない地域を管轄区域とする。また国家地方警察福岡警察管区本部の行政管理を受ける。
1954年（昭和29年）の新警察法の公布により廃止され、新たに都道府県警察として大分県警察が発足した。

## 組織
1948年（昭和23年）時点
- 総務部
  - 秘書企画課、会計課
- 警務部 　 
  - 人事装備課、教養課
- 刑事部 　 
  - 捜査課、鑑識課、防犯統計課
- 警備部 　 
  - 警備課、交通課、通信課

## 地区警察署
1948年（昭和23年）時点
- 大分地区警察署
- 宇佐地区警察署
- 南海部地区警察署
- 北海部地区警察署
- 東国東地区警察署
- 西国東地区警察署
- 大野地区警察署
- 下毛地区警察署
- 速見地区警察署
- 日田地区警察署
- 玖珠地区警察署
- 犬飼地区警察署
- 直入地区警察署
- 久住地区警察署

## 支所
1948年（昭和23年）時点
- 別府支所

## 県内の自治体警察
- 大分市警察
- 別府市警察
- 中津市警察
- 日田市警察
- 佐伯市警察
- 臼杵市警察
- 津久見市警察